# Giovanni Francini
Giovanni Francini (3. srpen 1963, Massa, Itálie) je bývalý italský fotbalový obránce.
Již od mladých let byl hráčem Turína. V sezoně 1981/82 debutoval v nejvyšší lize. Po dvou sezonách byl poslán na roční hostování do druholigového klubu Reggiana. Po návratu zůstal u býků čtyři roky. V létě roku 1987 jej koupila Neapol, kde zažil nejlepší roky kariéry. Nejprve slavil vítězství v poháru UEFA 1988/89, v následující sezoně slavil první titul v lize (1989/90) a poté i italský superpohár. V roce 1994 odešel do Janova a kariéru zakončil v dresu Brescie v roce 1996.
Za reprezentaci odehrál celkem 8 utkání. První zápas odehrál 15. listopadu 1986 proti Švýcarsku (3:2). Byl v nominaci na ME 1988, ale nenastoupil do žádného utkání.

## Hráčská statistika
| Sezóna  | Klub     | Liga    | Liga   | Liga | Ligové poháry | Ligové poháry | Ligové poháry | Kontinentální poháry | Kontinentální poháry | Kontinentální poháry | Celkem | Celkem |
| Sezóna  | Klub     | Soutěž  | Zápasy | Góly | Soutěž        | Zápasy        | Góly          | Soutěž               | Zápasy               | Góly                 | Zápasy | Góly   |
| ------- | -------- | ------- | ------ | ---- | ------------- | ------------- | ------------- | -------------------- | -------------------- | -------------------- | ------ | ------ |
| 1980/81 | Turín    | Serie A | 5      | 0    | IP            | 0             | 0             | -                    | 0                    | 0                    | 5      | 0      |
| 1981/82 | Turín    | Serie A | 13     | 0    | IP            | 4             | 0             | -                    | 0                    | 0                    | 17     | 0      |
| 1982/83 | Reggiana | Serie B | 30     | 0    | IP            | 5             | 0             | -                    | 0                    | 0                    | 35     | 0      |
| 1983/84 | Turín    | Serie A | 15     | 0    | IP            | 6             | 0             | -                    | 0                    | 0                    | 21     | 0      |
| 1984/85 | Turín    | Serie A | 27     | 2    | IP            | 7             | 1             | -                    | 0                    | 0                    | 34     | 3      |
| 1985/86 | Turín    | Serie A | 21     | 3    | IP            | 7             | 1             | UEFA                 | 1                    | 0                    | 29     | 4      |
| 1986/87 | Turín    | Serie A | 30     | 3    | IP            | 6             | 0             | UEFA                 | 8                    | 1                    | 44     | 4      |
| 1987/88 | Neapol   | Serie A | 29     | 2    | IP            | 7             | 1             | PMEZ                 | 1                    | 1                    | 37     | 4      |
| 1988/89 | Neapol   | Serie A | 26     | 1    | IP            | 12            | 1             | UEFA                 | 11                   | 2                    | 49     | 4      |
| 1989/90 | Neapol   | Serie A | 26     | 3    | IP            | 6             | 1             | UEFA                 | 4                    | 0                    | 36     | 4      |
| 1990/91 | Neapol   | Serie A | 24     | 1    | IP+IS         | 6+1           | 0             | PMEZ                 | 4                    | 0                    | 35     | 1      |
| 1991/92 | Neapol   | Serie A | 31     | 2    | IP            | 3             | 0             | -                    | 0                    | 0                    | 34     | 2      |
| 1992/93 | Neapol   | Serie A | 25     | 1    | IP            | 6             | 1             | UEFA                 | 4                    | 0                    | 35     | 2      |
| 1993/94 | Neapol   | Serie A | 21     | 0    | IP            | 1             | 0             | -                    | 0                    | 0                    | 22     | 0      |
| 1994    | Janov    | Serie A | 6      | 0    | IP            | 3             | 0             | -                    | 0                    | 0                    | 9      | 0      |
| 1994/95 | Brescia  | Serie A | 17     | 0    | IP            | 0             | 0             | -                    | 0                    | 0                    | 17     | 0      |
| 1995/96 | Brescia  | Serie B | 13     | 0    | IP            | 0             | 0             | -                    | 0                    | 0                    | 13     | 0      |
| Celkem  | Celkem   | Celkem  | 359    | 18   | -             | 79            | 6             | -                    | 33                   | 4                    | 472    | 28     |

## Hráčské úspěchy

### Klubové
- 1× vítěz italské ligy (1989/90)
- 1× vítěz italského superpoháru (1990)
- 1× vítěz Poháru UEFA (1988/89)

### Reprezentační
- 1× na ME (1988 – bronz)
- 1× na ME 21 (1986 - stříbro)